# Sarah Wigglesworth
Sarah Wigglesworth   (Londres, 16 de maig de 1957)MBE RDI és una guardonada arquitecta britànica i Professora d'Arquitectura a la Universitat de Sheffield.
Fou, juntament amb el seu soci, Jeremy Till, Wigglesworth (en 1991) la primera arquitecta a rebre el Fulbright. En 1998 el The Sunday Times la va nomenar en el podi dels tres arquitectes en la seva enquesta dels "100 Calents".[ Va rebre l'Ordre més Excel·lent de l'Imperi britànic (MBE) en 2004.

## Vida personal
Wigglesworth va créixer a la zona nord de Londres, assistint a l'Escola per a Noies de Camden, de 1968 a 1976. Va estudiar arquitectura a la Universitat de Cambridge de 1976 a 1983, tenint honors en la seva graduació.
El seu vell company Jeremy Till és el Capitost de la Universitat Saint Martins, Col·legi d'Arts i Disseny i Pro Vicerector de la Universitat d'Arts de Londres, i era anteriorment el Degà d'Arquitectura a la Universitat de Westminster.
Malgrat ser una forta defensora dels mitjans de comunicació utilitzats per promoure l'arquitectura, Wigglesworth es lamente per no tenir un programa de televisió.

## Carrera
Wigglesworth va fundar Sarah Wigglesworth Arquitectes (SWA) en 1994. Les seves pràctiques van desenvolupar una bona reputació pels edificis ecològics i una fascinació particular per l'ús de materials alternatius, incloent-hi palla, en l'arquitectura. Un dels millors edificis construïts és la Casa de la Palla  en Islington, Londres. L'edifici va estar dissenyat com a casa i oficina per Wigglesworth i Till, utilitzant fardells de palla, sitja-borses plenes amb ciment, etc. "Això no sembla un edifici verd tradicional," va dir Wigglesworth. "Volem portar arquitectura verda al mercat modern per fer-la més urbà".
Ha estat Professora d'Arquitectura a la Universitat de Sheffield des de 1999 i va fundar el PhD per Disseny en 2002. El seu treball acadèmic sovint ho barreja amb els seus projectes "vius", ella els descriu com el seu focus de cerca el veritable sentit del treball i progrés.
Wigglesworth ha estat jutgessa, per un bon nombre d'anys, en el Premi de Drew de la Jane, el qual celebra la inclusió i diversitat en l'arquitectura. En 2012 va ser nomenada una Dissenyadora Real per a la Indústria, la primera dona a rebre aquest prestigiós títol.

## Treballs notables
- Clearwater Jardí, Espectacle de Flor Chelsea (2000)[5]
- Casa de la palla i oficina, Londres (2001) - Premi RIBA i Premi RIBA de Sustentabilitat[7]
- Estudis de Ball Siobhan Davis, Londres (2006) -  Premi RIBA[10]
- Escola Primària Comunitària Sandal, Wakefield (2010) - Premi RIBA[10]

## Participació en la televisió
- Grans Dissenys, Sèrie 1, Episodi 7 en Canal 4 (1999)
- El Projecte Castleford (sèrie de televisió) en Canal 4 (2004)[2]